# Eric Kress
Eric Kress (* 25. März 1962 in Zürich, Schweiz) ist ein dänischer Kameramann. Im Vor-/Abspann wird er manchmal auch benannt als Eric Cress.

## Leben
Kress studierte von 1987 bis 1991 an der Den Danske Filmskole. Seit 1993 ist er als eigenständiger Kameramann tätig und war an mehr als 60 Film- und Fernsehproduktionen beteiligt.
Unter anderem hat Kress den Film Der Fakir gefilmt. Er arbeitet häufig mit dem Regisseur Peter Flinth zusammen.

## Filmografie (Auswahl)
- 1995: Hospital der Geister (Riget)
- 1997: Das Auge des Adlers (Ørnens øje)
- 1998: Albert und der große Rapollo (Albert)
- 2000: Blinkende Lichter (Blinkende lygter)
- 2000: Miracle – Ein Engel für Dennis P. (Mirakel)
- 2001: Shake It All About (En kort en lang)
- 2002: Die fünfte Frau (Den femte kvinnan)
- 2003: Stealing Rembrandt – Klauen für Anfänger (Rembrandt)
- 2004: Der Fakir (Fakiren fra Bilbao)
- 2005: Henning Mankell – Mittsommermord (Steget efter)
- 2007: Arn – Der Kreuzritter (Arn – Tempelriddaren)
- 2007: Daisy Diamond
- 2009: Verblendung (Män som hatar kvinnor)
- 2011: Nordlicht – Mörder ohne Reue (Den som dræber) (Fernsehserie, zwei Episoden)
- 2013: Erbarmen (Kvinden i buret)
- 2014: 96 Hours – Taken 3 (Taken 3)
- 2017: Flatliners
- 2017: Ich bin William (Jeg er William)

## Auszeichnungen (Auswahl)
Guldbagge
- 2008: Nominierung für die Beste Kamera von Arn – Der Kreuzritter
- 2010: Nominierung für die Beste Kamera von Verblendung
- 2014: Nominierung für die Beste Kamera von Monica Z

Robert
- 1995: Auszeichnung für die Beste Kamera von Hospital der Geister
- 2001: Auszeichnung für die Beste Kamera von Flickering Lights
- 2005: Nominierung für die Beste Kamera von Der Fakir